# Saint-Cannat
Saint-Cannat é uma comuna francesa na região administrativa da Provença-Alpes-Costa Azul, no departamento de Bouches-du-Rhône. Estende-se por uma área de 36,54 km². Em 2010 a comuna tinha 5 792 habitantes (densidade: 158,5 hab./km²).